# Diocesi di Tala
La diocesi di Tala (in latino Dioecesis Thalensis) è una sede soppressa e sede titolare della Chiesa cattolica.

## Storia
Tala, corrispondente alla città di Thala nell'odierna Tunisia, è un'antica sede episcopale della provincia romana di Bizacena.
Nel sito archeologico sono stati scoperti i resti di una basilica cristiana con abside mosaicata, e tra i reperti epigrafici, un manufatto, databile tra V e VI secolo, riportante il nome di un vescovo locale, Faustinianus. Le fonti documentarie attestano l'esistenza di un solo vescovo di Tala, il donatista Urbano, che prese parte alla conferenza di Cartagine del 411, che vide riuniti assieme i vescovi cattolici e donatisti dell'Africa romana; in quell'occasione la sede non aveva vescovi cattolici.
A questa diocesi alcuni autori assegnano anche Natalico, che partecipò al concilio di Cabarsussi, tenuto nel 393 dai massimianisti, setta dissidente dei donatisti, e ne sottoscrisse la lettera sinodale. Tuttavia, data la rarità del nome e le diverse varianti presenti nei manoscritti, Mandouze identifica questo vescovo con l'omonimo donatista, vescovo di Zella, che prese parte alla conferenza di Cartagine del 411.
Dal 1933 Tala è annoverata tra le sedi vescovili titolari della Chiesa cattolica; dal 24 giugno 2016 il vescovo titolare è Richard James Umbers, vescovo ausiliare di Sydney.

## Cronotassi

### Vescovi
- Natalico ? † (menzionato nel 393) (vescovo donatista)
- Urbano † (menzionato nel 411) (vescovo donatista)

- Faustiniano † (VII secolo)

### Vescovi titolari
- John Collins, S.M.A. † (9 aprile 1934 - 3 marzo 1961 deceduto)
- Jakob Weinbacher † (4 giugno 1962 - 15 giugno 1985 deceduto)
- John Patrick Crowley (31 ottobre 1986 - 3 novembre 1992 nominato vescovo di Middlesbrough)
- Michael Dallat † (15 dicembre 1993 - 25 settembre 2000 deceduto)
- Esteban Escudero Torres † (17 novembre 2000 - 9 luglio 2010 nominato vescovo di Palencia)
- Vincent Long Van Nguyen, O.F.M.Conv. (20 maggio 2011 - 5 maggio 2016 nominato vescovo di Parramatta)
- Richard James Umbers, dal 24 giugno 2016